# متفرعات الخيشوم
متفرعات الخيشوم (الاسم العلمي: Cladobranchia) هي دون رتبة من الحيوانات تتبع رتيبة الدكسيارشيات من رتبة عاريات الخيشوم.

## التصنيف
- الأيوليدينات
  - الأيوليدية
    - الأيوليدا
- ظهريات الشرج